# Keszölcés
Keszölcés (szlovákul Kyselica) község Szlovákiában, a Nagyszombati kerület Dunaszerdahelyi járásában.

## Fekvése
Somorjától 8 km-re délkeletre, a Duna-csatorna bal partján fekszik. A Csallóköz egyik legkisebb falva.

## Története
A területén telepített szőlőkről már 1205-ben történik említés.
Magát a falut 1296-ban III. András oklevelében említik először, melyben egy bizonyos Chuntnak birtokot adományoz itt. A települést 1831-ben kolerajárvány sújtotta, mely után fogadalomból építették kápolnájukat 1898-ban. Tűzoltó egyesületét 1888-ban alapították.
Vályi András szerint "KESZÖLCZÉS. Magyar falu Posony Várm. Nemes Vajka székhez tartozik, lakosai katolikusok, fekszik Vajdának szomszédságában, és annak filiája, határja két időre van el osztva, erdeje, és réttye elég, számos veszszeje a’ Duna öntéseiben, az aranyászóknak a’ Duna gazdag fövényt önt; de áradásaival nagy károkat is okoz."
Fényes Elek geográfiai szótárában így ír a községről: "Keszőlczés, Poson m. magy. falu, Vajka mellett, a minthogy a Vajkai praedialis székhez tartozik. – Fő gazdagsága a Duna szigetjeiben áll, hol sok legelőt, elég rétet, fát, vadat, találsz; malmai is vannak. Lakja 290 kath., 16 zsidó. Ut. p. Somorja." 
A trianoni békeszerződésig Pozsony vármegye Somorjai járásához tartozott.
A községet a trianoni határ kettévágta, Magyarországon maradt részéből alakították ki 1921-ben Sérfenyősziget községet, amely ma Dunasziget része.
1941-ben közigazgatásilag Vajkához csatolták. A második világháború után a falu számos magyar lakosát hurcolták el. A falu fejlődésére bénítóan hatott a Bősi vízierőmű megépítése, mely a lakosság számának gyors csökkenésében is megmutatkozik. Az erőmű felvízcsatornája ugyanis kettévágta a község határát és az építés során a falu felét lebontották. 1988-ban területét Vajka és Nagyszarva között osztották fel. A község 1993-ban népszavazással lett újra önálló.

## Népessége
| Év:            | 1994. | 2004.   | 2014.    | 2024. |
| -------------- | ----- | ------- | -------- | ----- |
| Emberek száma: | 124   | 136     | 150      | 270   |
| Eltérés:       |       | +9,67 % | +10,29 % | +80 % |

| Év:            | 2023. | 2024.   |
| -------------- | ----- | ------- |
| Emberek száma: | 254   | 270     |
| Eltérés:       |       | +6,29 % |

1910-ben 612, túlnyomórészt magyar lakosa volt.
2011-ben 151 lakosából 114 magyar és 24 szlovák volt.
2021-ben 206 lakosából 131 (+5) magyar, 67 (+5) szlovák, 7 egyéb és 1 ismeretlen nemzetiségű volt.

## Nevezetességei
- Szent Rozália tiszteletére szentelt kápolnája 1898-ban épült. Bacsfa filiája.